# Myriopathes myriophylla
Myriopathes myriophylla är en korallart som först beskrevs av Peter Simon Pallas 1766.  Myriopathes myriophylla ingår i släktet Myriopathes och familjen Myriopathidae. Inga underarter finns listade i Catalogue of Life.